# Cardi B
Cardi B, pseudonimo di Belcalis Marlenis Almánzar (New York, 11 ottobre 1992), è una rapper e personaggio televisivo statunitense.

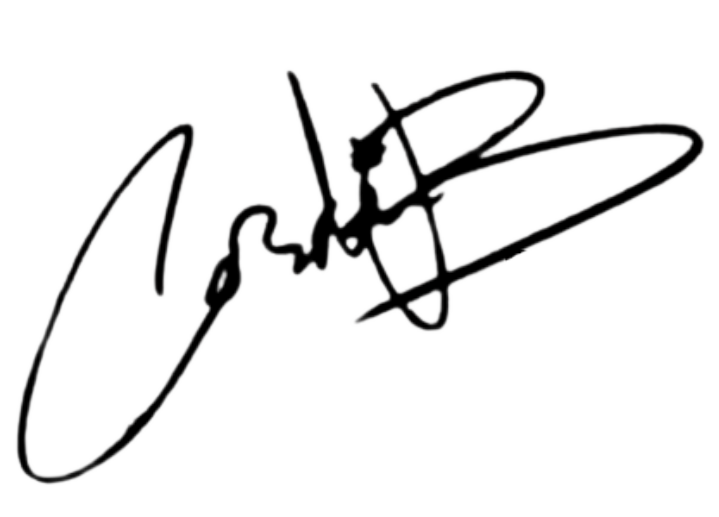
Firma di Cardi B

Inclusa nella lista delle persone più influenti di Time e riconosciuta da Billboard con il titolo di donna dell'anno, ha pubblicato nel 2018 il suo album di debutto Invasion of Privacy, acclamato dalla critica e vincitore del Grammy Award al miglior album rap. Il disco, divenuto quello di maggior successo di una rapper donna degli anni duemiladieci negli Stati Uniti d'America, contiene tracce tutte certificate almeno platino dalla RIAA, tra le quali Bodak Yellow e I Like It, entrambe numero uno nella Hot 100 e ricompensate con il disco di diamante.
Nota anche per le collaborazioni Girls like You, uno dei principali successi di tutti i tempi secondo Billboard, e Taki Taki, è ritornata sulle scene musicali nel 2020 con WAP e Up, che la porteranno ad estendere il primato di rapper femminile con la maggior quantità di singoli numero uno nella classifica statunitense (5), oltre a permetterle di divenire una degli artisti più venduti digitalmente nella storia degli Stati Uniti d'America e una delle tre rapper donne più popolari del XXI secolo nella stessa nazione.

## Biografia
Nata e cresciuta nel Bronx di New York, da Carlos Alman e Clara Mercedes Disla Arenzo, ha origini trinidadiane da parte della madre e dominicane da parte del padre. Ha lavorato in un supermarket gestito da amish fino all'età di 19 anni, quando ha intrapreso l'attività di spogliarellista, e ha iniziato a ricevere l'attenzione del web, accumulando popolarità soprattutto tramite Instagram e Vine grazie al suo umorismo e la sua spiccata personalità.

## Carriera

### 2015-2017: esordi e successo conBodak Yellow
Nel 2015 Cardi B è entrata nel reality Love & Hip Hop: New York (VH1), come membro regolare, debuttando durante la sesta stagione. Nello stesso anno ha debuttato nell'industria musicale nel remix del brano Boom Boom di Shaggy eseguito da Popcaan. Nel marzo 2016 ha pubblicato un mixtape dal titolo Gangsta Bitch Music, Vol. 1, ma solo con il successivo Gangsta Bitch Music, Vol. 2, che contiene il singolo Lick con Offset, ha iniziato ad essere notata maggiormente in ambito musicale nel gennaio 2017.
A febbraio 2017 ha firmato un contratto discografico con la Atlantic Records ed ha quindi pubblicato in giugno il suo primo singolo per una major, Bodak Yellow, che ha raggiunto il primo posto della classifica Billboard Hot 100 nel mese di settembre. Sempre nel 2017 ha ricevuto due candidature ai BET Awards nelle categorie miglior artista esordiente e miglior artista hip hop femminile. A settembre 2017 ha collaborato con G-Eazy e ASAP Rocky al singolo No Limit, estratto dall'album del primo The Beautiful & Damned, mentre a dicembre con i Migos e Nicki Minaj in Motorsport: i due brani hanno regalato alla rapper la sua seconda e terza top ten nella Hot 100 statunitense, arrivando rispettivamente alla 5ª e alla 6ª posizione. Il 22 dicembre 2017 è uscito il singolo Bartier Cardi, in collaborazione con 21 Savage, il cui video è seguito quattro mesi più tardi, nell'aprile 2018.

### 2018-2019:Invasion of Privacyed esordio cinematografico
Nel 2018 ha annunciato il suo album di debutto Invasion of Privacy, rivelandone nell'occasione la data di uscita, fissata al 6 aprile dello stesso anno, e la copertina. Il 7 aprile 2018 si è esibita al programma televisivo statunitense Saturday Night Live con Bodak Yellow, Bartier Cardi e Be Careful. Durante la performance della terza canzone ha rivelato pubblicamente la sua gravidanza. Il quarto singolo estratto dal disco per il mercato statunitense, I Like It, in collaborazione con J Balvin e Bad Bunny, è diventata la seconda numero uno di Cardi B nella Billboard Hot 100, rendendola la prima rapper donna in assoluto con due canzoni arrivate in vetta alla classifica.
Il 20 agosto è risultata l'artista più premiata degli MTV Video Music Awards 2018 vincendo ben 3 premi: Canzone dell'estate per I Like It, miglior artista esordiente e miglior video collaborativo per Dinero con Jennifer Lopez e DJ Khaled. Lo stesso giorno ha estratto come singolo Ring, in collaborazione con la cantante R&B Kehlani, accompagnato da un video musicale.
Il 28 settembre è stato pubblicato Taki Taki, con DJ Snake, Selena Gomez e Ozuna, che ha riscosso un grande successo mondialmente, rendendo Cardi B la prima rapper femminile a piazzarsi in vetta alla top 50 globale della piattaforma streaming Spotify.
Nell'ottobre 2018 il singolo Girls like You dei Maroon 5, nella versione realizzata con Cardi B, ha raggiunto la vetta della Billboard Hot 100, estendendo il suo record di rapper donna con più numero uno negli Stati Uniti. Il 23 ottobre ha pubblicato il singolo Money, il cui video è uscito il 21 dicembre seguente. Ha aperto la cerimonia degli AVN Awards 2019 a Las Vegas esibendosi con Bickenhead e She Bad.

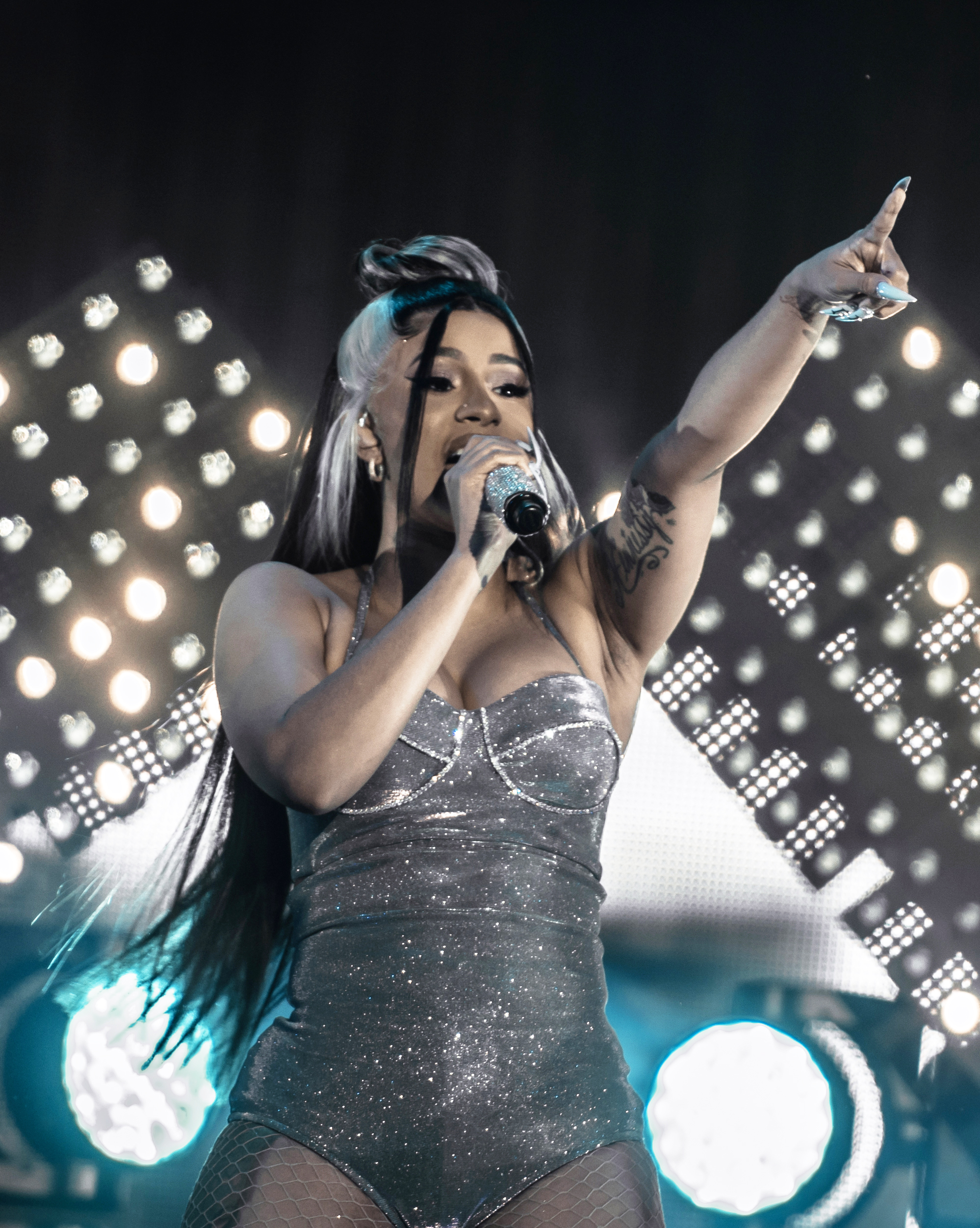
Cardi B in una performance all'Openair Frauenfeld in Svizzera nel 2019

Nel 2019 ha partecipato in veste di giudice al talent show Rhythm + Flow, insieme a Chance the Rapper e T.I., realizzato da Netflix; nel febbraio dello stesso anno ha vinto il suo primo Grammy Award per il Miglior album rap grazie a Invasion of Privacy, diventando la prima donna a conseguire tale riconoscimento. Nello stesso mese viene distribuito per lo streaming Please Me, in collaborazione con Bruno Mars, e il 1º marzo il suo videoclip. Il mese seguente è stato annunciato che avrebbe esordito nel mondo del cinema con la pellicola Le ragazze di Wall Street - Business Is Business, diretto da Lorene Scafaria, il cui cast comprende anche la protagonista Jennifer Lopez, Lili Reinhart, Constance Wu e la collega Lizzo. È stato distribuito nelle sale cinematografiche il 13 settembre dello stesso anno, mentre in Italia solamente a novembre.
Ha ottenuto 21 candidature ai Billboard Music Awards 2019, diventando l'artista femminile con più nomination accumulate in una singola edizione e la terza in generale, dietro Drake e i Chainsmokers. Ha poi trionfato in sei categorie, portando le sue vittorie totali a sette, il maggior numero per quanto riguarda le rapper donne. A maggio 2019 ha reso disponibile il singolo Press, dopo averne rivelato uno snippet su Instagram nel dicembre 2018, il quale ha superato le 100 milioni di visualizzazioni. Il 20 novembre sono state annunciate le candidature ai Grammy Awards 2020, dove è stata selezionata, insieme a Offset, nella categoria miglior interpretazione rap con il loro brano Clout, diventando la prima rapper femminile ad essere candidata al prestigioso riconoscimento per tre anni di fila.

### 2020-presente:Am I the Drama?
Il 7 agosto 2020 Cardi B ha pubblicato il singolo WAP con la partecipazione della rapper statunitense Megan Thee Stallion. Il brano ha esordito direttamente in vetta alla Billboard Hot 100, diventando la sua quarta numero uno nella classifica. Ha raggiunto la prima posizione anche nel Regno Unito e in Australia, riscuotendo in entrambi i paesi la sua prima numero uno. Il 18 settembre 2020 pubblica il brano Me gusta in collaborazione con Anitta e Myke Towers, distribuito direttamente insieme al relativo videoclip. Il 18 novembre 2020 Billboard ha annunciato che la rapper sarebbe stata premiata il premio come donna dell'anno ai Billboard Women in Music: la cerimonia ha avuto luogo virtualmente via web il 10 dicembre dello stesso anno, a causa della pandemia di COVID-19. Il 17 dicembre è stato pubblicato il primo episodio di Cardi Tries, webserie esclusiva di Facebook Watch, in cui la rapper si cimenta nel provare nuove attività che non ha mai svolto prima come la danza classica, il basket e lo stunt driving. Gli episodi vengono pubblicati settimanalmente sulla piattaforma, in lingua originale. Il 14 gennaio 2021 è stato reso pubblico che Cardi avrebbe interpretato Amber, protagonista del film commedia Assisted Living, prodotto da Paramount. Il film è basato sullo spec script della serie televisiva This Is Us. Il 5 febbraio successivo torna invece sulle scene musicali con il singolo Up, secondo estratto dal secondo album in studio, che diventa la sua quinta numero uno nella Hot 100 statunitense e la seconda come singolo da solista. Il 15 marzo si esibisce alla sessantatreesima edizione dei Grammy Awards con Up e WAP assieme a Megan Thee Stallion.
Cardi B ha partecipato come artista ospite al singolo di Normani Wild Side uscito il 16 luglio 2021, mentre ad agosto ha collaborato con Lizzo in Rumors, singolo che ha debuttato alla posizione numero quattro della Hot 100. Il 27 giugno 2021, la rapper ha reso pubblica la sua gravidanza durante l'esibizione ai BET Awards dove ha rappato il verso nella canzone dei Migos, Type Shit. Cardi B ha fatto anche parte del cast del nono film della saga di Fast & Furious che ha debuttato al cinema il 18 agosto 2021 in Italia. Ha ricevuto sei nomination agli MTV Video Music Awards 2021, inclusa la sua seconda nomination per il video dell'anno. Ha anche avuto il maggior numero di nomination ai BET Hip Hop Awards 2021 in parità con Megan Thee Stallion ed entrambe hanno vinto il maggior numero di premi, di cui tre solo per WAP.
Il 2 novembre è stato confermato il suo coinvolgimento in qualità di presentatrice degli American Music Awards 2021, la cui cerimonia di premiazione si è tenuta al Microsoft Theatre di Los Angeles il 21 novembre seguente. Up ha vinto il premio per la canzone hip hop preferita, rendendo Cardi B la prima artista a vincere la categoria tre volte. Sempre nel mese di novembre, la rapper è comparsa nell'album Still Over It di Summer Walker narrando la prima traccia Bitter. Ha anche preso parte alla colonna sonora del film d'esordio alla regia di Halle Berry, Bruised, uscito il 19 novembre su Netflix. La colonna sonora presenta sei brani originali di artiste donne, tra cui Cardi B, H.E.R., le City Girls, Flo Milli, Saweetie e Latto, e altre sette canzoni rap femminili ispirate al film.
Il 1º luglio 2022 viene messo in commercio il singolo Hot Shit e in collaborazione con Kanye West e Lil Durk e a settembre collabora al remix di Tomorrow della rapper GloRilla. Essi sono stati seguiti l'8 settembre 2023 da Bongos in collaborazione con Megan Thee Stallion e il 15 marzo 2024 da Enough (Miami), la sua prima top ten da solista nella Hot 100 da Up. Nel corso dell'anno ha collaborato con vari artisti a, tra cui il singolo Puntería di Shakira, il remix di Wanna Be con GloRilla e Megan Thee Stallion e il brano Put Em in the Fridge di Peso Pluma.

## Vita privata
Nel settembre 2017 si è sposata in segreto con il rapper statunitense Offset, rivelandolo pubblicamente solo nell'anno successivo. Il 10 luglio 2018 nasce la figlia, Kulture Kiari Cephus. Il 5 dicembre 2018 la rapper ha comunicato la separazione con il marito sui social media. Durante un concerto di Cardi, Offset ha tentato, di fronte a tutto il pubblico, di riconquistarla chiedendole perdono, ma lei lo ha mandato via e si è successivamente dichiarata molto imbarazzata riguardo a quella situazione. Tuttavia, a gennaio hanno annunciato la loro riconciliazione. Il 15 settembre 2020 Cardi B presenta i documenti di divorzio da Offset, definendo il matrimonio "irrimediabilmente rotto" e chiedendo la custodia primaria della loro figlia Kulture;, ma di nuovo, un mese dopo, i due hanno annunciato di essersi ricongiunti; e, otto mesi dopo, hanno annunciato di essere in attesa del loro secondo figlio che nasce il 4 settembre 2021. L’11 dicembre 2023 la cantante annuncia la separazione dal marito. Il 1º agosto 2024 annuncia di essere in attesa del loro terzo figlio poche ore dopo l’annuncio del divorzio dal marito. Il 7 settembre nasce la loro terzogenita.
Cardi B si è aperta riguardo al movimento Me Too, dichiarando di essere stata aggredita sessualmente all'inizio della sua carriera.

## Immagine pubblica

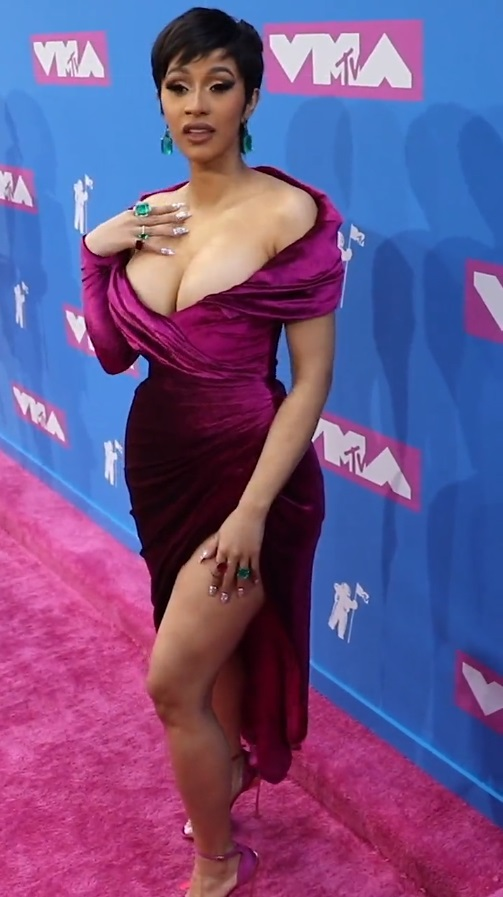
Cardi B agli MTV Video Music Awards 2018.

Cardi B si definisce femminista. Già ai tempi di Love & Hip Hop: New York, diversi spettatori l'hanno definita una paladina dell'empowerement femminile.

### Punti di vista politici
La rapper spesso usa i social media come mezzo per manifestare le lotte che sostiene, come il controllo delle armi. Durante le elezioni americane del 2016, ha avvisato i suoi fan dei punti di vista politici sull'immigrazione di Donald Trump e ha incoraggiato a votare Bernie Sanders. Anche nelle elezioni americane successive, nel 2020, ha sostenuto fortemente Sanders e nell'aprile del medesimo anno l'ha intervistato in un video caricato sul social Instagram. Ad agosto 2020 in una conversazione con il candidato democratico Joe Biden per la rivista Elle, ha discusso della Medicare, dell'istruzione gratuita e dell'uguaglianza razziale.

### Controversie
Dopo l'uscita di Girls, una collaborazione con le cantanti Rita Ora, Bebe Rexha e Charli XCX, Cardi B ha risposto all’accusa, mossa alla canzone, di non prendere seriamente la comunità LGBT, dicendo che lei e le altre cantanti non avevano nessuna intenzione negativa e dichiarandosi lei stessa bisessuale.
Durante la New York Fashion Week 2018, ad un afterparty di Harper's Bazaar, ha lanciato una scarpa e ha provato a scontrarsi fisicamente con la rapper Nicki Minaj. Ha motivato le sue azioni dicendo che Minaj aveva messo mi piace a commenti scritti da altri utenti sui social media, che criticavano le sue abilità di madre.
Nel marzo 2019 è stata rilanciata online una live stream risalente a tre anni prima in cui la rapper dichiarava che in passato aveva drogato e derubato diversi uomini che si erano recati in hotel con lei. L'artista ha giustificato tali azioni come «necessarie» per la sua sopravvivenza, chiarendo tuttavia di non aver mai versato sostanze stupefacenti nelle bevande dei suoi accompagnatori.

### Moda
Cardi ha una nota predilezione per le scarpe con il tacco di Christian Louboutin, un tema infatti ricorrente nella sua canzone Bodak Yellow. Ha anche dichiarato di apprezzare i marchi economici affermando: «Non mi interessa se un capo costa 20 dollari o anche 15. Se mi sta bene, mi sta bene.» Nel novembre 2018 ha pubblicato una collezione con il marchio Fashion Nova. Cardi ha indossato un abito di Thierry Mugler vintage ai Grammy Awards 2018.
Nel 2018 è diventata la prima rapper donna negli Stati Uniti ad apparire sulla copertina di Vogue. Fotografata da Annie Leibovitz, la copertina, una delle quattro per il numero di gennaio 2019 che includeva anche Stella McCartney, la ritrae in un vestito rosso e bianco di Michael Kors con scarpe rosse di Jimmy Choo abbinate, mentre tiene in braccio sua figlia Kulture.
Nel 2019 il Council of Fashion Designers of America l'ha inclusa nella lista delle "28 Black Fashion Forces".
Nel 2020 diventa il volto ufficiale di Balenciaga. Dopo aver collaborato nel 2019 con Reebok, Cardi torna nel 2020 con una collezione di scarpe nominate Club C. La collezione di sneakers è disponibile per l'acquisto dal 13 novembre dello stesso anno.

## Influenze musicali
Cardi B ha affermato che i primi album che ha comprato sono stati quelli di Missy Elliott e Tweet. Tra le sue influenze ed ispirazioni ha citato Ivy Queen, Spice, Madonna, Lady Gaga, Beyoncé e Lil' Kim.

## Discografia
- 2018 – Invasion of Privacy
- 2025 – Am I the Drama?

## Filmografia

### Cinema
- Le ragazze di Wall Street - Business Is Business (Hustlers), regia di Lorene Scafaria (2019)
- Fast & Furious 9 - The Fast Saga (F9: The Fast Saga), regia di Justin Lin (2021)
- Fast X, regia di Louis Leterrier (2023)

### Televisione
- Being Mary Jane – serie TV, episodio 4x03 (2017)
- Skrrt with Offset – miniserie, 1 episodio (2020)
- Cardi Tries – webserie, 19 episodi (2020-2022)

## Doppiatrici italiane
Nelle versioni in italiano delle opere in cui ha recitato, Cardi B è stata doppiata da:
- Giulia Franceschetti ne Le ragazze di Wall Street - Business Is Business, Fast & Furious 9 - The Fast Saga, Fast X

## Programmi televisivi
- Love & Hip Hop: New York – reality, 30 episodi (2015-2017)
- Untold Stories of Hip Hop – talk show, 2 episodi (2019)
- Rhythm + Flow – talent show (2019) – giudice e produttrice esecutiva

## Riconoscimenti
Cardi ha ricevuto vari riconoscimenti, tra cui un Grammy Award, sei American Music Awards, otto Billboard Music Awards, sei BET Awards, quattordici BET Hip Hop Awards, quattro iHeartRadio Music Awards, due MTV Europe Music Awards, quattro MTV Video Music Awards, quattro Soul Train Music Awards e un NRJ Music Award.
È stata nominata per la prima volta ai Grammy Awards nell'ambito della 61ª edizione, ricevendo nella circostanza due nomination per Bodak Yellow nelle categorie di miglior canzone rap e miglior interpretazione rap solista e ha vinto nella sezione di miglior album rap con Invasion of Privacy.